# Ski Sunne
Ski Sunne är en alpin skidanläggning utanför Sunne i Värmland. Ski Sunne är Sveriges sydligaste FIS-godkända skidanläggning vilket innebär att man får arrangera till exempel världscuptävlingar.  
Ski Sunne har 10 nedfarter och sju liftar, varav två stolliftar. I anläggningen finns också restaurang, skiduthyrning, camping och område för fritidshus. 
År 1981 och 1987 arrangrade Sunne Alpina Klubb  SM i alpint på anläggningen. SM i alpint år 1981 innehöll grenarna slalom och storslalom. År 1986 arrangerades även stora SM i Ski Sunne. År 2009 arrangerades en deltävling av Svenska Downhillcupen på anläggningen.
I juli 2023 lämnade bolaget som drev anläggningen in en konkursansökan och det var osäkert om anläggningen skulle kunna drivas vidare. I december 2023 blev det klart att Sunne Alpina klubb och Fryksdalens sparbank ska fortsätta driva anläggningen. Vid tidpunkten såg anläggningen ut att inte kunna öppna för säsongen. Men efter att ett nytt samarbetsavtal har träffats mellan Sunne Alpina Klubb och Sunne Kommun, där kommunen ökar sitt finansiella stöd till anläggningen, kunde Sunne Alpina klubb i januari 2024 meddela att anläggningen kommer att öppna under säsongen.

## Nedfarter
| Namn       | Svårighetsgrad | Längd (m) | Belysning |
| ---------- | -------------- | --------- | --------- |
| Ekeby      | Medelsvår      | 1000      | Belyst    |
| Patron     | Medelsvår      | 700       | Belyst    |
| Smirre     | Mycket lätt    | 150       | Belyst    |
| Lillsmirre | Mycket lätt    | 80        | Belyst    |
| Kavaljeren | Medelsvår      | 650       | Belyst    |
| Rävsvansen | Medelsvår      | 900       | Belyst    |
| Sintram    | Svår           | 700       | Ej belyst |
| Akka       | Lätt           | 550       | Ej belyst |
| Ullas väg  | Lätt           | 350       | Ej belyst |
| Hertigen   | Lätt           | 1800      | Ej belyst |

## Bildgalleri

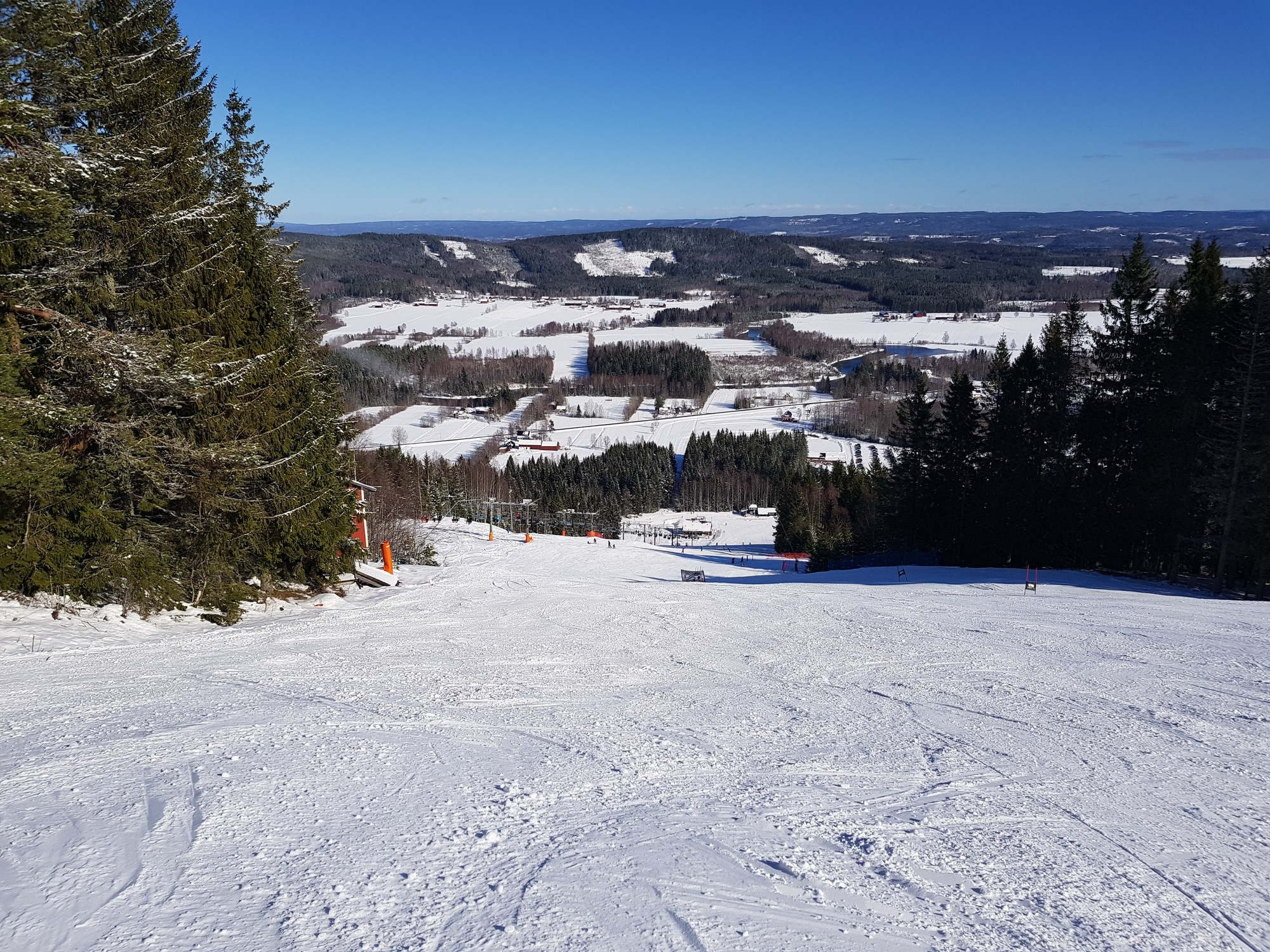
Kavaljeren.
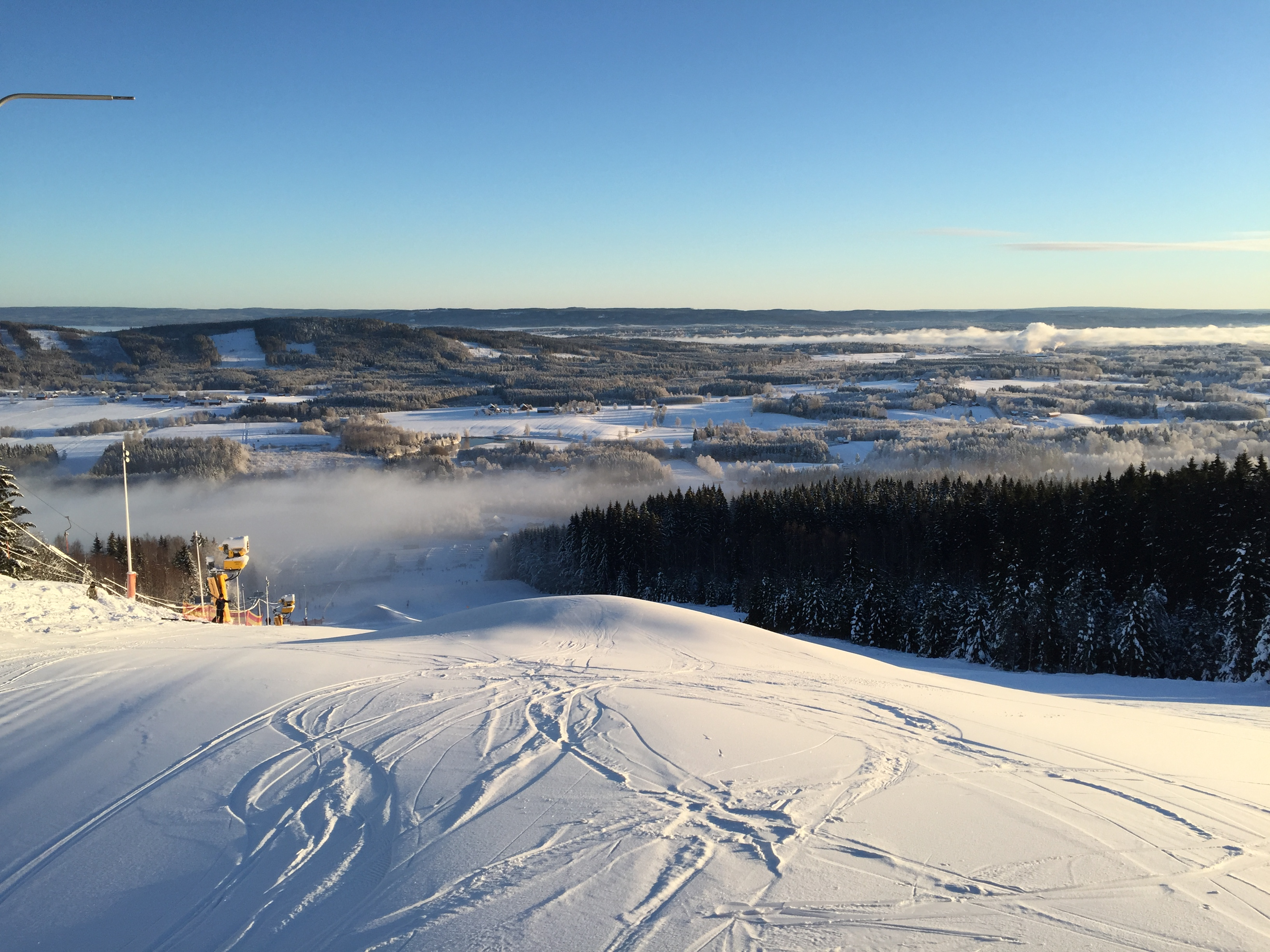
Utsikt över Rottnadalen och Fryksdalen från pisten Ekeby.
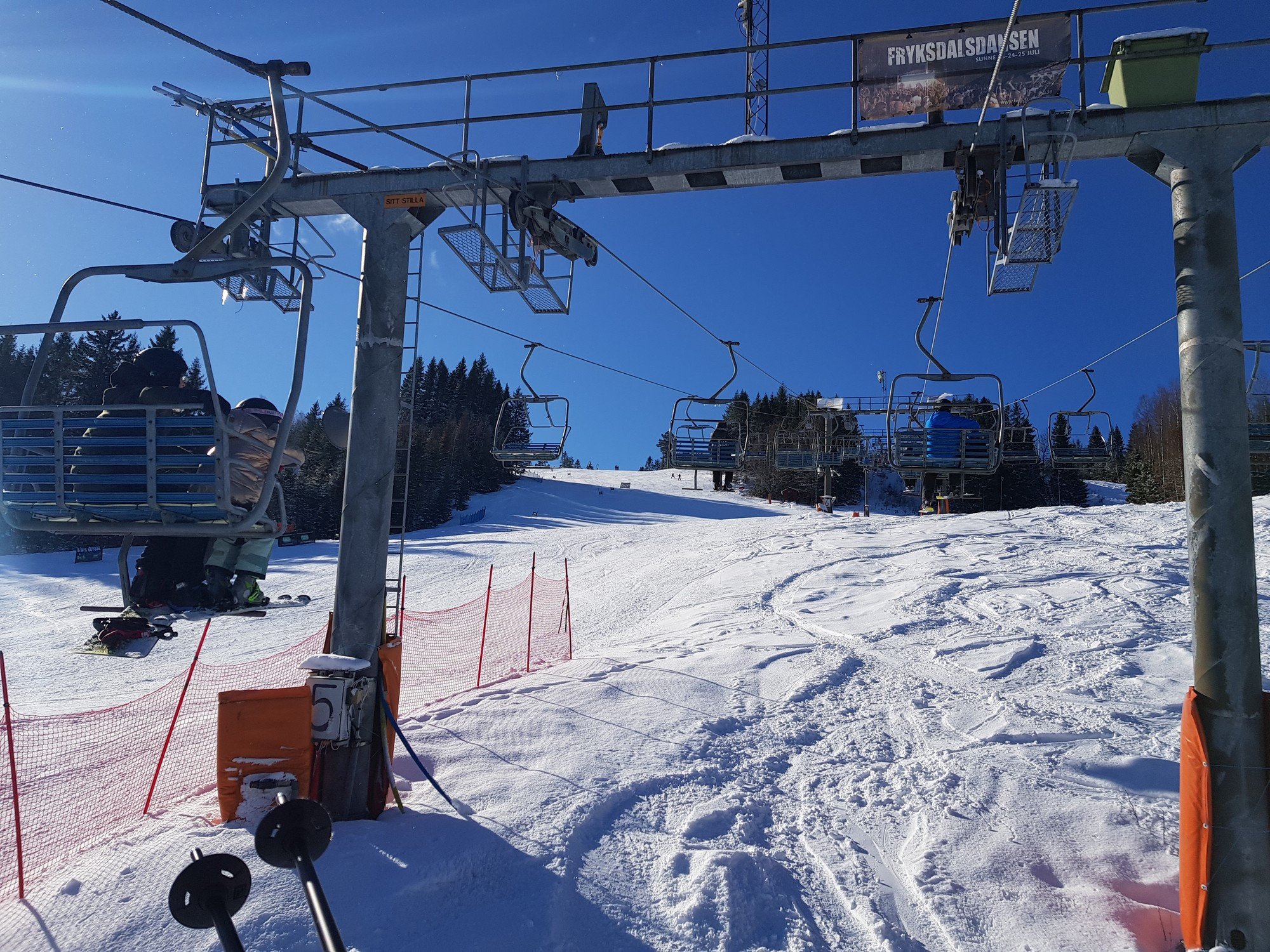
Nedfarten Kavaljeren med sina två trestolsliftar.